# حیدر مظهر
حیدر مظهر (۲۲ ربیع‌الاول ۱۳۱۳ قمری در کرمانشاه – ۲۹ خرداد ۱۳۴۷ در کرمانشاه) شاعر، بازرگان، روزنامه‌نگار و فعال سیاسی دورهٔ مشروطه و پهلوی بود. از وی دیوان شعری به جای مانده‌است.

## زندگی
حیدر مظهر در ۲۲ ربیع‌الاول ۱۳۱۳ قمری در کرمانشاه به دنیا آمد. پدرش غلامرضاخان کرمانشاهی از بازرگانان کرمانشاه و سنندج بود. حیدر مظهر در کرمانشاه به انتشار روزنامهٔ پراو پرداخت که نخستین شمارهٔ آن در ۳۰ بهمن ۱۳۰۶ منتشر شد. این نشریه به انتقاد از حکومت وقت می‌پرداخت و به دستور دولت وقت توقیف شد. مظهر همچنین در سازمان‌ها و انجمن‌های آزادیخواه روزگار خود فعالیت می‌کرد و در همین راستا به همراه دوستان همفکرش بازداشت و زندانی گردید.
حیدر مظهر در ۲۹ خرداد ۱۳۴۷ درگذشت. مجموعه آثار و غزلیات وی به کوشش فرزندش فرهنگ مظهر در سال ۱۳۹۰ در انتشارات کرمانشاه به چاپ رسید.
درمورد اعتقاد دینی حیدر مظهر اطلاعات کافی ارائه نشده اما بر اساس مدارک میتوان به مزدیسنا اشاره کرد .

## شعر
وی در برخی از اشعارش به طرفداری از کشاورزان و کارگران پرداخته و بسیاری از اشعار خود را به رنجبران تقدیم نموده است. همچنین بسیاری از اشعار وی در ستایش ایران و وطن پرستی سروده شده‌است. مظهر پیوسته به کار مطالعه و سرودن شعر و شرکت در انجمن و سازمانهای فرهنگی مشغول بود و با دوستان شاعر و سرایندگان و نویسندگان سرشناس هم دوره خود و بخصوص شباب کرمانشاهی دوستی و مکاتبه داشت. ایرج رضایی متخلص به انور کرمانشاهی برادرزادهٔ حیدر مظهر و از شعرای کرمانشاه از شاگردان وی بود.

## فعالیت‌ها
- تأسیس و انتشار روزنامه پرآو در تاریخ ۳۰ بهمن ۱۳۰۶[۱]
- عضو انجمن ادبی سخن کرمانشاه
- عضو انجمن ادبی فصاحت

## توصیف دیگران
فرشید یوسفی در کتاب باغ هزار گل دربارهٔ حیدر مظهر چنین می‌نویسد:
حیدر فرزند غلامرضا متخلص به مظهر در بیست و دوم ربیع‌الاول هزار و سیصد و سیزده قمری پای به عرصه وجود نهاد، تحصیلات متداول زمان را نزد استادان وقت فرا گرفت و بکار تجارت مشغول گردید.
شباب کرمانشاهی که با حیدر مظهر مراودهٔ ادبی داشت در آغاز غزلی از حیدر در انجمن فصاحت  نوشته:
ادیب کامل آقای مظهر کرمانشاهی از اعضای انجمن و نظامت داشته‌اند، اخیراً به سبب شعبه تجارتی که در کردستان دارند به کردستان رفته در تصفیه امور خود مشغول هستند.

## نمونه‌هایی از اشعار

### فرس ناز
| تا چرخ رود ناله‌ام از هجر تو هر شب  |  | روزم چو شب است از تو جدا ای مه نخشب |
| جانم به لب آمد به امیدی که همه عمر |  | باری بگذارم به لب لعل تو من لب      |
| با درد توان ساخت مرا چند طبیبا     |  | در چاره من کوش یکی سوختم از تب      |
| ای بر فرس ناز چنین تند چه رانی     |  | افتاده ببین کیست تو را در پی مرکب   |
| درد غم هجران تو را عاشق مهجور      |  | چاره طلبی مرگ دوائیست مجرب          |
| امروز کجا ترک نمایی که به طفلی     |  | آموخته‌ای درس جفا را تو به مکتب      |
| بر زلف مزن شانه مشوران بهم او را   |  | بگذار بدین حال که هستند مرتب        |
| مظهر چو مه محفل اغیار بود یار      |  | یارم به غم و رنج من سوخته کوکب      |

 *.دل امیدوار           به سر باشد خیال یارم امشب     نخوابد دیدهٔ بیدارم امشب الا ای مونس دل! ماه محفل     بیا کز دوری‌ات افگارم امشب بیا ای ماه گردون نکویی     نظر کن چشم اختریارم امشب دل امیدوارم را امید است     که آید نازنین دلدارم امشب گل باغ لطافت باز آید     برآرد تا که گل از خارم امشب به گوش آید تو گویی هر زمان     بشارت از در و دیوارم امشب ز آب دیده و از آتش دل     هم اندر آب و هم در نارم امشب گهی شادم به یاد روی آن مه     گهی از هجر در آزارم امشب شبی تار است دور از یار مظهر     دلی آغشته در خون دارم امشب (۶)

### آه بی تاثیر
قدیمی‌ترین اثر چاپ شده از مظهر توسط دیگران که تا کنون به دست آمده غزل «آه بی تاثیر» می‌باشد که در نشریه انجمن ادبی سخن کرمانشاه در اردیبهشت ماه سال ۱۳۴۲ در شماره دوم این نشریه در آن سال به چاپ رسیده است. غزل مذکور به نام «تقدیر ما» نیز معروف می‌باشد.
| جز وفاداری چه باشد در جهان تقصیر ما |  | می نشاید جز کمند زلف تو زنجیر ما     |
| بر وفای تو نیفزوداز جفایت کم نکرد   |  | دیدهٔ لبریز خون و آه بی تاثیر ما      |
| عاقبت معمورهٔ دل شد خراب از دست غم   |  | از کرم ساقی بجامی باده کن تعمیر ما   |
| طایر دل می‌طپد در سینهٔ ما بی رخت     |  | از پی آسایش دل، چون بود تدبیر ما؟    |
| بهرهٔ ما هجر و وصلت شد نصیب دیگران   |  | از که نالم کز ازل اینطور شد تقدیر ما |
| غیر محنت حاصل ما کو در این دیر خراب |  | دایه از پستان محنت داده گویا شیر ما  |
| کلک ما مظهر کند تقریر ذکر عاشقی     |  | تا که گوش اهل عالم پر کند تقریر ما   |